# Distrito Escolar Unificado Amphitheater

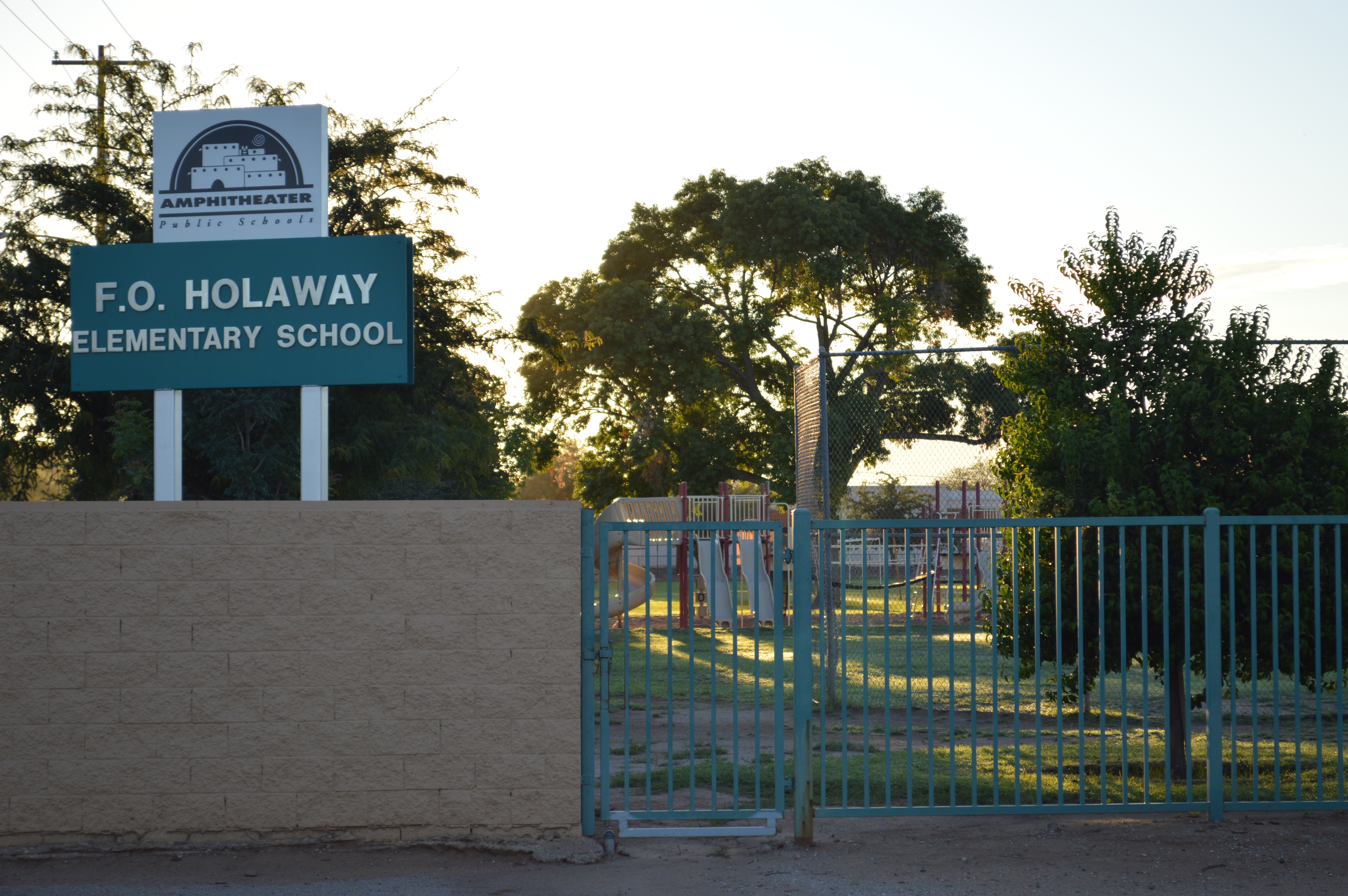
Escuela Primaria F.O. Holaway

El Distrito Escolar Unificado Núm. 10 de Amphitheater, o el Distrito Escolar Unificado Amphitheater (Amphitheater Unified School District o Amphitheater Public Schools o "Amphi") es un distrito escolar de Arizona. Tiene su sede en Flowing Wells, un área no incorporada en el Condado de Pima, en Gran Tucson.
La primera escuela del distrito abrió en 1903. Edward L. Wetmore Sr. estableció esta escuela.